# Eric Hansen (jucător de șah)
Eric Hansen (n. 24 mai 1992, Irvine, California, SUA) este un jucător de șah canadian. El a primit titlul de Grandmaster de către FIDE în 2013. A concurat la Cupa Mondială FIDE în 2011 și 2013. Hansen a reprezentat Canada în Olimpiada de Șah din 2012. 

## Biografie
Eric Hansen s-a născut în Irvine, California, Statele Unite, dar a crescut în Calgary, Alberta, Canada. El deține dublă cetățenie. 
Hansen a studiat la Universitatea din Texas, la Dallas, timp de un an, începând din septembrie 2011, pe o bursă de șah, reprezentând școala în turnee intercolegiale. El a luat o pauză de la studiile sale pentru a se concentra pe șah full-time în viitorul apropiat  și și-a făcut baza europeană la Valencia, Spania, în toamna anului 2013 